# Лагойда Ігор Ярославович
Ігор Ярославович Лагойда (нар. 23 серпня 1978, Калуш, УРСР) — український футболіст, захисник та півзахисник.

## Клубна кар'єра
Вихованець ДЮСШ міста Калуш Івано-Франківської області. Виступи у великому футболі розпочав з 2-ї ліги, клубу «Львів». У 1997 році був запрошений у київське «Динамо», в складах різних фарм-клубів відіграв 2,5 року. У 1999 році на запрошення тренера Павла Яковенка розпочав виступати за російську команду Вищої ліги «Уралан». У чемпіонаті Росії дебютував 3 квітня того року в виїзному матчі 1-го туру проти пітерського «Зеніту», вийшовши зі стартових хвилин, проте на 81-й хвилині був замінений на Сергія Єгорова. У 2000 році повернувся в Україну і продовжив кар'єру в командах майстрів Вищої та Першої ліг, таких як: «Зірка» з Кіровограда, ужгородське «Закарпаття», «Полісся» (Житомир), «Поділля» (Хмельницький). З 2004 по 2005 роки грав за «Освіту» з Бородянки. Професійну кар'єру завершив у клубі «Єдність». Після чого протягом багатьох років підтримував спортивну форму і грав в аматорських командах.

## Кар'єра в збірній
Залучався до молодіжної та юнацької збірної України. У збірній грав нападаючим в парі з Андрієм Вороніним.

## Кар'єра тренера
Розпочав тренерську кар'єру в 2009 році як тренер студентської команди ФК МАУП.